# Eumops
Eumops là một chi động vật có vú trong họ Dơi thò đuôi, bộ Dơi. Chi này được Miller miêu tả năm 1906. Loài điển hình của chi này là Molossus californicus Merriam, 1890 (= Molossus perotis Schinz, 1821).

## Các loài
Chi này gồm các loài: